# بخش اکرم‌آباد
بخش اکرم‌آباد، یکی از بخش‌های شهرستان یزد در استان یزد ایران است. مرکز این بخش، روستای اکرم‌آباد است.

## تقسیمات کشوری
- بخش اکرم‌آباد
  - دهستان اکرم‌آباد
  - دهستان دهنو

## جمعیت
بر پایه سرشماری عمومی نفوس و مسکن در سال ۱۳۹۵، جمعیت بخش اکرم‌آباد برابر با ۲۴٬۶۶۳ نفر بوده است.